# 塞普雷斯山車站
塞普雷斯山車站（英語：Cypress Hills station）是美國紐約地鐵BMT牙買加線的隔站停靠地鐵站，位於布魯克林東北塞普雷斯山的牙買加大道，設有J線（任何時候停站）列車服務。

## 車站結構
| P 月台層 | 側式月台 | 側式月台                                                                                            |
| P 月台層 | 西行慢車 | ← 往寬街 (克雷森街) ← 不停靠                                                                        |
| P 月台層 | 尖峰快車 | 沒有軌道和道床                                                                                      |
| P 月台層 | 東行慢車 | → 往牙買加中心-帕森斯／射手 (黃昏繁忙時段往85街-森林公園道、其餘時間往75街-埃爾德斯巷) → → 不停靠 → |
| P 月台層 | 側式月台 | |
| M        | 夾層     | 閘機、車站詢問處、Metrocard自動售票機                                                               |
| G        | 街道層   | 出入口                                                                                              |

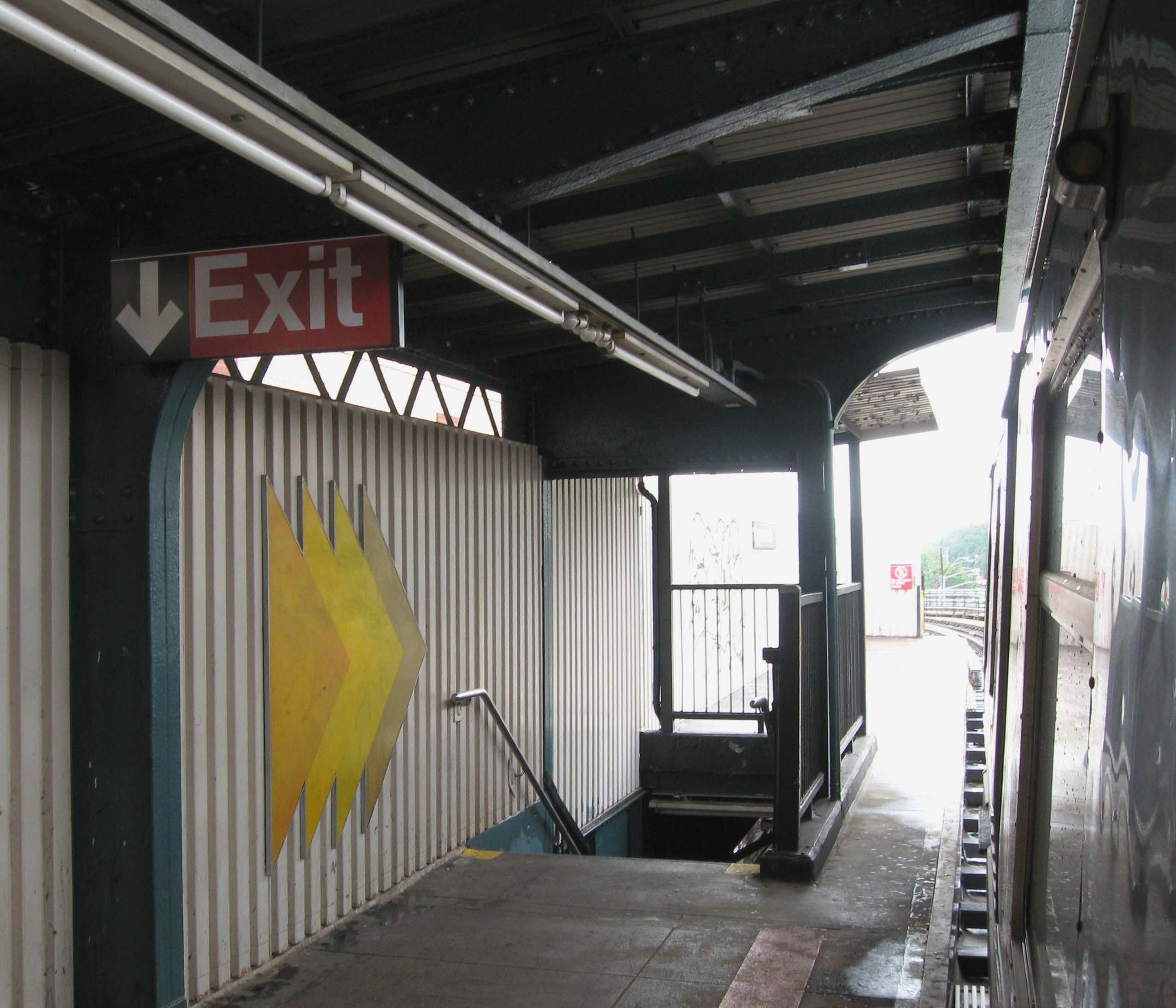
北行月台

此站是BMT牙買加線在布魯克林最北面的車站。下一站75街-埃爾德斯巷位於皇后區。
此站以西有兩個急彎，列車必須以低於每小時15英哩通過。

## 外部連結
- nycsubway.org—BMT Jamaica Line: Cypress Hills
- Station Reporter — J Train
- The Subway Nut — Cypress Hills Pictures （页面存档备份，存于）
- MTA's Arts For Transit — Cypress Hills (BMT Jamaica Line) （页面存档备份，存于）
- Crescent Street and Hemlock Street entrance from Google Maps Street View
- Autumn Avenue entrance from Google Maps Street View
- Platforms from Google Maps Street View